# 韩国国务总理
國務總理（韩语：／ Gungmu Chongni），通稱總理，是大韓民國政府內閣的最高行政首長，負責統籌內閣閣員的工作，並負責執行總統的決策。此外，當總統缺位或因故不能履行职务时，其職務會由國務總理代行。當總理缺位或因故不能履行职务时，其職務會由國務副總理代行。

## 選出方法
韓國實行總統制，總統總攬大部分行政權，總統向國會提名國務總理人選及內閣各部長（：／）的任命決議，經由國會表決。國會投票行使同意權後，總統正式任命總理。國會不能夠向總理提出不信任動議，只能提出解職建議。
總理沒有人事任命權和預算權，只負責執行總統的決策。就職權而言，總理在大韓民國政府的角色更接近內閣首席部長，而非政府首腦。因爲總理代表總統向國會負責，導致總理任期短，總理經常被總統撤換，但因總統任期固定，不會影響政治穩定。

## 歷史沿革
- 1954年11月，临时国务会议通过宪法修正案，规定不设国务總理。
- 1960年6月，国会通过宪法修正案，把總统制改为责任内阁制，廢除副總統。
- 1961年5月，国务總理改稱为內閣首班（韓語：내각수반），恢復總統制後，至1963年12月再度稱為國務總理，總理向總統負責。

## 統領部門

### 總理幕僚單位
- 國務調整室（原國務總理室，室長為部長級）
- 特任部長室（2009年設置，2013年廢除）
- 公正交易委員會
- 金融委員會（2008年2月29日設，原金融委員会和財政經濟部的一部份）
- 國民權益委員會（2008年2月29日設，原國家清廉委員會、國民苦情處理委員會、國務總理行政審判委員會併設）
- 規制改革委員會
- 東學農民革命参與者名譽回復審議委員會
- 日帝強占下強制動員被害真相糾明委員會（臨時組織.2010年3月22日廢除）
- 對日抗爭期強制動員被害調査-國外强制動員犧牲者等支援委員會（臨時組織.2010年3月22日設置）

## 外部連結
- 韓國國務總理室 （页面存档备份，存于）（英文）